# ألبرتو مونتياغودو
ألبرتو مونتياغودو (بالإسبانية: Alberto Jiménez Monteagudo)‏ هو مدرب كرة قدم ولاعب كرة قدم إسباني في مركز الوسط، ولد في 27 سبتمبر 1974 في فالديغانغا في إسبانيا. لعب مع ريال مورسيا وريكرياتيفو ونادي ألباسيتي ونادي أوسبيتاليت ونادي خيريث ونادي فيسينداريو ونادي لاس بالماس ونادي مريدا ونومانسيا.